# 西大路家
西大路家（にしおおじけ）は、藤原北家四条流の庶流にあたる公家、華族。公家としての家格は羽林家。華族としての爵位は子爵。

## 歴史
古文書には四条隆綱を祖とするものと、孫の四条隆政を祖とするものとがある。西大路隆仲の代から西大路の家名が明記されている。隆仲以降公卿を代々輩出していたが西大路隆範の代に中絶。その後広橋総光の子西大路隆郷が西大路家を再興して宝永5年（1708年）に公卿に上り、以後幕末まで代々が公卿になっている。
家業は書道。家紋は田字草（四つ片喰）。江戸時代の家禄は100石。
明治維新後の明治2年（1869年）6月17日の行政官達で公家と大名家が統合されて華族制度が誕生すると西大路家も公家として華族に列した。明治17年（1884年）7月7日の華族令の施行で華族が五爵制になると、同8日に大納言直任の例がない旧堂上家として隆修が子爵に叙された。
その養子吉光（実父は竹屋春光子爵）は貴族院の子爵互選議員に当選して務めた。